# Batalla de Kaiapit
La batalla de Kaiapit fue un enfrentamiento armado que tuvo lugar en 1943 entre las fuerzas australianas y las japonesas en Nueva Guinea durante la Campaña del rango de Finisterre - Valle de Markhan y Ramu en la Segunda Guerra Mundial. Siguiendo los desembarcos en Nadzab y Lae, los aliados intentaron explotar su victoria con un avance en la parte superior del Valle de Markham, empezando por Kaiapit. Los japoneses pretendían usar Kaiapit para amenazar la posición aliada en Nadzab, y crear una distracción para permitir al cuartel japonés en Lae escapar a tiempo.
El Escuadrón Independiente Australiano 2/6 voló hacia el Valle de Markham desde Port Moresby en 13 Dakotas C-47 de las Fuerzas Aéreas del Ejército de Estados Unidos, logrando un aterrizaje complicado en una pista de aterrizaje accidentada. Ignorante de que un contingente japonés mucho más grande también se dirigía a Kaiapit, el escuadrón atacó la aldea el 19 de septiembre para asegurar el área y convertirla en un aeródromo. Después fue capaz de mantener sus posiciones contra un potente contraataque y tras dos días de combates los australianos derrotaron a un contingente japonés mucho más grande que ellos, sin sufrir demasiadas pérdidas.
La victoria australiana en Kaiapit permitió que la 7.ª división australiana pudiera volar a Markham Valley. Esto cumplió la primera misión de dicha división, de tal modo que los japoneses ya no podían amenazar Lao o Nadzab, donde se estaba desarrollando una base aérea importante. La victoria también llevó a la captura del Valle de Ramu completo, lo cual facilitó pistas de aviones avanzadas para la guerra aérea contra los japoneses.

## Antecedentes

### Geografía
El Valle Markham es parte de una depresión alargada y plana, que varía desde 8 hasta 32 kilómetros de ancho y atraviesa el terreno montañoso del interior de Nueva Guinea, corriendo desde la desembocadura del río Markham hasta cerca del puerto de Lae, a 600 kilómetros del Río Ramu. Los dos ríos fluyen en direcciones opuestas, separados por una división invisible aproximadamente a 130 kilómetros del Lae. El área es plana y adecuada para pistas de aterrizaje, aunque el área es atravesada por varios afluentes de los ríos principales. Entre el valle de Ramu y Madang se encuentra el rugoso y acertadamente llamado Finisterre Ranges (Las montañas de Finisterre).

### Situación militar
Después del aterrizaje en Nadzab, el general Sir Thomas Blamey, comandante de las fuerzas terrestres de los aliados, pretendía explotar su éxito con el avance en Marham Valley, lo que protegería Nadzab de un ataque terrestre japonés, y serviría como punto de salto para un avance por tierra en el valle Ramu y capturar sitios de aeródromos ahí. El 16 de septiembre de 1943 -el mismo día que Lae fue derrotada- el teniente general Sir Edmund Herring, comandante de los Corps I de la armada australiana, comandante general George Alan Vasey, comandante de la 7.ª División, y el comandante general Dennis Whitehead, comandante el escalón avanzado, Quinta Fuerza Aérea, se reunieron en el cuartel general de Whitehead. Whitehead quería establecer pistas de aterrizaje en el área de Kaiapit para el 1 de noviembre de 1943 para poder brindar a los peleadores de corto alcance dentro del área de la base más importante japonesa en Wewak. La misión de la 7.ª división era impedr que los japoneses en Madang usaran los valles de Ramu y Markham para amenazar Lae o Nadzab. Vasey y Herring consideraron tanto una operación terrestre para capturar Dumpu como una operación aérea usando los paracaidistas del Regimiento 503a Infantería de Paracaídas de la armada de los Estados Unidos. Blamey no estuvo de acuerdo con su idea de capturar Dumpu primero, insistiendo en que antes había que tomar Kaiapit.
Hasta que un camino pudiera ser abierto desde Lae, el área de Kaiapit podía ser abastecida únicamente por aire, y había un número limitado de aeronaves de transporte. Incluso volar un batallón aéreo de ingenieros en aviación para mejorar la pista de aterrizaje significaría apartar aviones de las operaciones de apoyo a la 7.ª división en Nadzab. Por otra parte, Whitehead advirtió que él no podía garantizar soporte aéreo para Kaiapit y la operación siguiente de Finschhafen al mismo tiempo. A pesar de esto, Herring calculó que la 7.ª división tenía suficientes reservas para permitir que los vuelos de mantenimiento fueran suspendidos por una semana aproximadamente después de la captura de Kaiapit. Planeó tomar Kaiapit con un avance sobre tierra desde Nadzab por los Escuadrones Independientes, el Batallón de Infantería de Paupan, y la 21.ª Brigada de Infantería de la 7.ª División.
El teniente coronel de la Quinta Fuerza Aérea, George Kenney, después recordaría que el coronel David W. "Photo" Hutchinson, que había sido comandante del grupo de trabajo aéreo en el campo aéreo de Marilinan y había sido reubicado en Nadzab para encargarse de las actividades ahí, fue enviado a resolver el problema con Vasey: «No me importaba cómo se iba a lograr pero quería un buen y directo aeródromo que estuviera a cien millas más arriba en Markham Valley. photo Hutchinson y Vasey fueron un equipo natural. Ambos sabían lo que yo buscaba y Vasey no solo creyó que las fuerzas aéreas podían hacer milagros, sino que la 7.ª División y la Quinta Fuerza Aérea trabajando juntos podían lograr lo que fuera».
La pista aérea en Kaiapit fue reconocida el 11 de septiembre de 1943 por el escuadrón n.º 4 de la Fuerza Aérea Real de Australia, que reportó que aparentemente estaba en buenas condiciones, con los carrizos recién cortados. El teniente Everette E. Frazier, USAAF, seleccionó un nivel, quemó el área cercana al río Leron, no muy lejos de Kaiapit, y aterrizó en un Piper J-3 Cub. Determinó que sería posible aterrizar un avión Dakota C-47 ahí. El 16 de septiembre, el coronel Hutchinson aprobó el sitio para los Dakotas.

## Preludio
El Escuadrón independiente 2/6 llegó a Port Moresby desde Australia el 2 de agosto de 1943. La unidad había peleado en Papúa en 1942 en la batalla de Buna-Gona y había llevado entrenamiento intensivo desde entonces en Queensland. La compañía estaba bajo el comando del capitán Gordon King, que había sido segundo al mando en Buna. King recibió una orden de alerta el 12 de septiembre advirtiéndole prepararse para la captura de Kaiapit, y tuvo acceso a verías fotos aéreas detalladas del área..

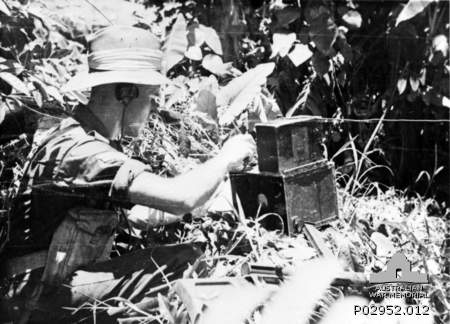
Un soldado australiano con un set inalámbrico del ejército No. 208. La caja larga es el radio en sí; la pequeña es la batería. El arma en el fondo es una arma Owen.

Una compañía independiente en este tiempo tenía la fuerza nominal de 20 oficiales y 275 de otros rangos. Más grande que una compañía de infantería convencional, estaba organizada en tres pelotones, cada uno con tres secciones, los cuales tenían dos subsecciones cada uno. Era de una potencia bastante considerable. cada subsección tenía una Ametralladora ligera Bren. Los dos asistentes del artillero llevaban rifles y cartuchos de 30 rondas de la Bren. Un francotirador también llevaba un rifle, así como los hombres equipados con granadas de fusil. Los cuatro o cinco personas restantes llevaban subfusiles Owen. cada pelotón tenía también una sección de morteros de 2 pulgadas.

La compañía era autosuficiente, con su propio ingeniero, indicadores, transporte, y cuartel maestro. La sección de los indicadores tenía un poderoso pero engorroso Set Inalámbrico no. 11 para comunicarse con la 7.ª división. Alimentado por baterías de plomo-ácido que eran recargadas con generadores de petróleo, necesitaba de varios señalizadores para cargar y el ruido podía atraer la atención del enemigo. Los pelotones estaban equipados con los nuevos Sets Inalámbricos no. 208.Éstos consistían en pequeños equipos portátiles desarrollados para las necesidades de comunicación de unidades que se movían en las guerras en la jungla. No obstante, el escuadrón independiente 2/6 no tuvo tiempo para trabajar con ellos en operaciones..
Durante tres días seguidos, el escuadrón Independiente 2/6 se preparó para volar desde Port Moresby, para ser notificados que su vuelo había sido cancelado debido a mal tiempo. El 17 de septiembre de 1943, 13 Dakotas del 34.º grupo de transporte de tropas finalmente despegó para Leron. King viajó en el avión líder, que era piloteado por el capitán Frank C. Church, al que Kenney había descrito como «uno de los más importantes pilotos de transporte de Hutchinson». Cuando llegó a tierra, King reconoció vigilantes del Batallón de Infantería de Papúa en el área.

## Batalla

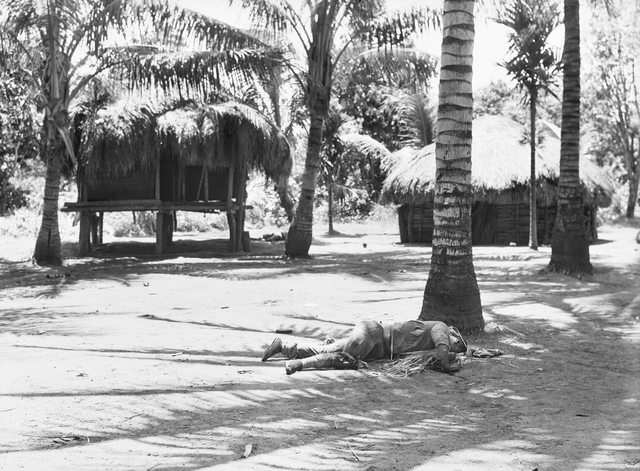
Un japonés muerto en Kaiapit. Después de la batalla 214 los cuerpos japoneses fueron contados por los australianos cerca de sus posiciones.

King juntó a sus tropas en Sangan, aproximadamente a 19 kilómetros del sur de Kaiapit, a excepción de una secció bajo el mando del teniente E. F. Maxwell que había sido enviada adelante para explorar la aldea. en la mañana del 19 de septiembre, King se puso en marcha hacia Kaiapit, dejando detrás sus secciones de cuartel maestro, transporte, e ingeniería, las cuales moverían las tiendas dejadas detrás en el río Leron primero a Sangan y después a Kaiapit en el día 20 de septiembre. Llevó con el una sección de los Papuanos, dejando a Chalk y al resto de sus hombres a escortar a los nativos cargadores de las tiendas.
Los hombres King caminaron durante cincuenta minutos a la vez y descansaban por diez minutos más. La marcha era relativamente fácil en la medida en que el suelo era bastante plano, pero los 2 metros (6.5616798 pies) de alto de hierba Kunai atrapaba el calor y la humedad y los hombres iban muy cargados con municiones..
La compañía llegó a Ragitumkiap, un pueblo a corta distancia de Kaiapit, a 14:45. Mientras sus hombres tomaban un breve descanso, King intentó establecer contacto con el gran ejército N.º 11 con el conjunto inalámbrico que había dejado detrás en Sangan - y desde ahí a Vasey en Nadzab- con el nuevo ejército N.º 208 conjunto inalámbrico que había traído con él. Desafortunadamente, King comprobó que el alcance era insuficiente. También escuchó disparos en la distancia y adivino que la sección de Maxwell había sido descubierta.

La 2/6 compañía independiente formada por 15:15 en pasto Kunai cerca de 1200 metros (1312,33596 yardas) de Kaiapit. A medida que la compañía avanzaba quedaron bajo fuego de las trincheras en el borde de la aldea.. Un mortero de 2 pulgadas golpeó una ametralladora ligera.☂ Las trincheras fueron flanqueadas y tomadas con granadas de mano y bayonetas. Los japoneses se retiraron, dejando 30 muertos detrás. Los australianos sufrieron dos muertes y siete heridos, incluido King, quien fue ligeramente herido.

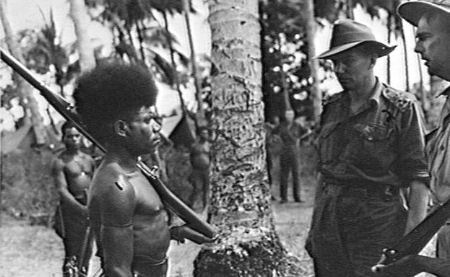
El Brigadier I. N- Dougherty (centro) y WO2 H. P. Seale de ANGAU (derecha) felicita a "Yarawa" (izquierda) de la Real Policía de Papúa por su hazaña de capturar por sí solo a un sargento japonés, Hideo Kadota, el 25 de septiembre de 1943.

La compañía estableció una posición defensiva por la noche. Mientras lo hacían, el teniente D. B Stuart, comandante de uno de los pelotones de Papúa, llegó. Se habían preocupado cuando el contacto de radio se perdió y fueron enviados para averiguar que estaba pasando. King ordenó traer papuanos desde Sangan con munición extra y el conjunto N.º 11. Alrededor de las 17:30, un nativo apareció con un mensaje para el comandante japonés. El papel había sido tomado de él y le dispararon cuando trató de escapar. Más tarde, la patrulla japonesa regresó a Kaiapit, sin saber que estaba en manos australianas. Ellos murieron cuando tropezaron con la posición de la pistola Bren. Cuatro soldados japoneses más regresaron después de media noche. Uno de ellos escapo.
Yonekura y su hombres llegaron a Kaiapit tras una noche de marcha agotadora. Yonekura era consciente de que los australianos habían llegado a Kaiapit pero su principal preocupación era no ser atrapado desprotegido por la flota aérea aliada. Al observar las posiciones australianas con la luz del pre-amanecer, la columna japonesa abrió fuego. Una lluvia de fuego cayó sobre los australianos, quienes esporádicamente respondían, tratando de conservar munición. A pesar de que tenían poca munición, King lanzó de inmediato un contraataque sobre los japoneses, que los tomó por sorpresa. El teniente Derrick Watson del pelotón C salió a las 06:15 y se dirigió al borde de la villa 3, a una distancia de 200 yardas, antes de ser tumbado por un grave fuego japonés. King mandó al capitán Gordon Blainey del pelotón A alrededor del flanco derecho, hacia el terreno alto de Mission Hill por el cual se observaba la batalla. Fue seguro a las 07:30. Mientras tanto algunos de la 2/6 compañía independiente, personal de cuartel general y señaladores juntaron la munición que pudieron, y lo entregaron al pelotón C alrededor de las 7:00. El pelotón C entonces arregló sus bayonetas y continuaron con el avance.
El comandante de la sección N.º 9 del pelotón C, teniente Bob Balderstone, fue rozado por una bala, aparentemente disparada por uno de sus hombres.☂ El dirigió su sección en un avance de 70 yardas en campo abierto, y atacó tres metralletas japonesas con granadas de mano..Él fue más tarde premiado con la cruz militar por su "gran valor y liderazgo".  El teniente Reg Hallion lideró la N.º 3 sección del pelotón A contra la posición japonesa en la base Mission Hill. Fue muerto en combate por un puesto de ametralladora, pero su sección capturó la posición y mató doce japoneses, A las 10:00, la acción terminó.
Después de la acción, los hombres de King contaron 214 cuerpos japoneses, y un estimado de 50 o más yacían muertos en el pasto alto. Yonekura se encontraba entre los muertos. Los australianos sufrieron 14 muertos y 23 heridos. El equipo abandonado incluía 19 ametralladoras, 150 rifles, 6 torres de granadas y 12 espadas japonesas.

## Consecuencias

### Consolidación
La 2/6 compañía independiente había ganado una significante victoria, pero ahora tenía 23 heridos y tenía poca munición. Frazier aterrizó en la recién capturada pista de aterrizaje en el Piper Cub a las 12:30. El rechazó la pista de aterrizaje por inadecuada para los Dakotas, y supervisó la preparación de una nueva pista de aterrizaje en mejor suelo cerca de Mission Hill Esto seguía siendo un acercamiento difícil, ya que los aviones tenían que aterrizar a contraviento mientras evadían Mission Hill. A pesar de que no se sabía si el avión estaría listo, Hutchison voló dentro por una prueba de aterrizaje al día siguiente, 21 de septiembre, a las 15:30. El recogió a los heridos y los trasladó a Nadzab, y regresó una hora después con una carga de raciones y munición. También trajo consigo al general de brigada Ivan Dougherty, el comandante de la 21 Brigada de Infantería, y su cuartel general, quien se puso a cargo del área. Alrededor de las 18:00, seis transportes más arribaron.
Vasey estaba preocupado sobre la seguridad del área de Kaiapit, ya que creía que los japoneses estaban inclinados a continuar con el plan una vez estuviera en movimiento. Tomando ventaja del buen clima para volar el 22 de septiembre, 99 rondas fueron hechas entre Nadzab y Kaiapit. La mayoría de 2/6 del batallón de Infantería y algunos ingenieros americanos fueron introducidos. La 2/14 del Batallón de Infantería y una battery de la 2/4 del Regimiento de Campo arribó el 25 de septiembre, y el general de Brigada Kenneth Eather de la 25 Batallón de Infantería empezó a arribar dos días después, liberando a Dougherty para avanzar a Dompu.

### Desarrollo de la base

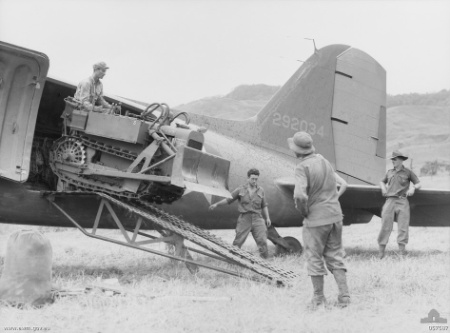
El 24 de septiembre de 1943. Una excavadora llega para su uso en la tira Kaiapit en un Dakota del 65º Escuadrón portador de la tropas. Las pequeñas y ligeras excavadoras de los batallones de ingenieros de aviación de los Estados Unidos se han diseñado para ser portátiles en aire con el fin de realizar trabajos en tiras en áreas avanzadas.

Kaiapit no se convirtió en una importante base aérea. Para ese tiempo los estudios de ingeniería se habían completado, como consecuencia directa de la victoria en Kaiapit, los hombres de Dougherty habían capturado Gusap. Allí, los ingenieros encontraron un área bien drenada con condiciones apropiadas de suelo para la construcción de pistas de aterrizaje para todo tipo de clima, sin obstrucciones aéreas y un clima agradable. Fue entonces decidido limitar la construcción a la Kaiapit pantanosa e infestada de malaria y concentrarse en Gusap, donde los Batallones de Ingeniería de Aviación Aérea de los Estados Unidos 871, 872 y 875 construyeron diez pistas de aterrizaje y numerosas instalaciones. A pesar de que algunos equipos fueron cargados en el trayecto terrestre, la mayoría debía ser llevado por aire y casi todo fue desgastado para el momento en que el trabajo fue completado. El primer escuadrón peleador P-40 Kittyhawk empezó a operar desde Gusap en noviembre y la pista de aterrizaje de todo tipo de clima fue completada en enero de 1944. La pista de aterrizaje en Gusap «se pagó a sí misma muchas veces en la cantidad de aviones japoneses, equipo y personal destruido por las misiones de ataque de los aliados proyectadas desde ésta».

### Crímenes de Guerra
Tres nativos fueron encontrados en Kaiapit quienes fueron amarrados con soga a los postes de una choza nativa y fueron fusilados. Como resultado de la Declaración de Moscú, el ministro de asuntos externos, Dr. H.V Evatt, comisionó un reporte por William Webb sobre crímenes de guerra cometidos por los japoneses. Webb tomó declaraciones de tres miembros de la 2/6 de la Compañía Independiente sobre el incidente en Kaiapit que formó parte de su reporte, que fue presentado a la Comisión de Crímenes de Guerra de las Naciones Unidas en 1944.

### Resultados
La 2/6 de la Compañía Independiente derrotó la vanguardia de la fuerza de Nakai y detuvo su avance hacia el Valle de Markham. La Batalla de Kaiapit cumplió la misión primaria de Vasey, los japoneses no pudieran amenazar Nadzab. Abrió la puerta hacía el Valle de Ramu para la Brigada de Infantería 21, proveyó con nuevas pistas aeréas para la guerra aeréa contra los japoneses y validó al Ejército Australiano de nuevos métodos de entrenamiento y el énfasis en la organización de poder de fuego.

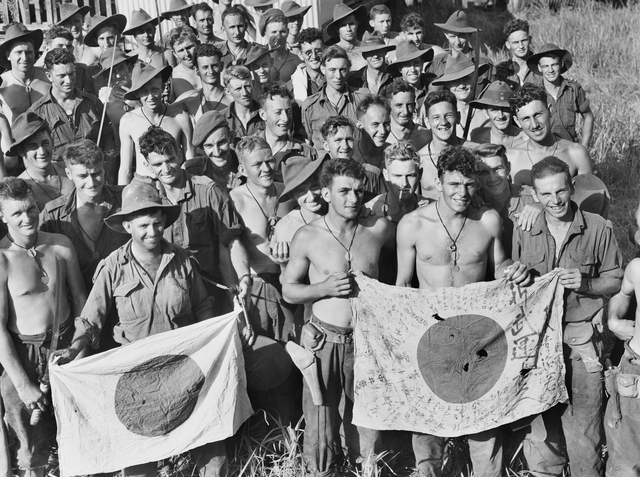
Miembros de la Compañía 2/6th Independiente muestran banderas japonesas que capturaron en Kaiapit

Vasey más tarde le dijo King "Fuimos afortunados, muy afortunados". King contestó "si infieres que lo hicimos fue suerte, no estoy de acuerdo con usted señor porque yo pienso que no fuimos suertudos fuimos muy buenos". Vasey respondió que a lo que se refería fue que, él, fue suertudo. El confío a Herring que sintió que pudo haber cometido un error potencialmente desastroso "Es un error enviar una pequeña unidad como la 2/6 de la Compañía Independiente tan lejos que no pueda recibir soporte".
Los japoneses creían que habían sido atacados por "una fuerza con inesperada fuerza". Un historiador japonés, Tanaka Kengoro, fue muy lejos al argumentar que la misión de desprendimiento de Nakai - amenazar Nadzab para centrar la atención de los aliados lejos de las tropas escapando de Lae- fue archivado; este argumento fue ignorado por el hecho de que Nakai intentó retener Kaiapit, justo como los Aliados habían planeado asegurarla como base para futuras operaciones.  El historiador australiano, David Dexter, concluyó que «el relajado Nakai fue burlado por el pensamiento rápido y agresivo de Vasay» En última instancia, Vasey fue más rápido y supo agarrar desprevenidos a los japoneses. El mérito de tomar Kaiapit correspondió en primer lugar a la tripulación de las fuerzas aéreas estadounidenses que había conseguido culminar con éxito una toma de tierra muy difícil en la escabrosa pista de aterrizaje en Leron. La 2/6 Compañía Independiente demostró ser la unidad ideal para la misión, combinando un resuelto liderazgo con exhaustivo entrenamiento y una efectiva potencia de fuego.
Por su parte en la batalla, King fue premiado con la Orden de Servicio Distinguido el 20 de enero en 1944 Él lo consideró como un premio de unidad, y más tarde se arrepintió de no haber solicitado a Whitehead una Citación de Distinción de Unidad Americana, como sí fue premiada la compañía D del 6.º Batallón, Regimiento Australiano Real por una acción similar en la batalla de Long Tan en 1966.